# Danh sách album K-On!
Đây là danh sách các album từ anime K-On! Nhật Bản.

## Ca khúc chủ đề

### "Cagayake! Girls"
"Cagayake! Girls" là đĩa đơn được dùng làm bài hát chủ đề mở đầu mỗi tập trong season đầu tiên của anime K-ON!. Đảm nhiệm hát chính thì là Toyosaki Aki trong vai Hirasawa Yui, còn phụ trách đệm nhạc thì là Hikasa Youko trong vai Akiyama Mio, Satou Satomi trong vai Tainaka Ritsu, và Kotobuki Minaka trong vai Kotobuki Tsumugi. Đĩa đơn này được Pony Canyon phát hành vào ngày 22 tháng 4 năm 2009 tại Nhật Bản, khi ra mắt lần đầu thì được xếp hạng tư trên bảng xếp hạng đĩa đơn hàng tuần của Oricon, bán được khoảng 62.000 bản.
1. "Cagayake! Girls" – 4:13
2. "Happy!? Sorry!!" – 3:45
3. "Cagayake! Girls" (khí nhạc) – 4:13
4. "Happy!? Sorry!!" (khí nhạc) – 3:45

### "Don't say “lazy”"
"Don't say “lazy”" là đĩa đơn được dùng làm bài hát chủ đề kết thúc mỗi tập trong season đầu tiên của anime K-ON!. Đảm nhiệm hát chính thì là Hikasa Youko trong vai Akiyama Mio, còn phụ trách đệm nhạc thì là Toyosaki Aki trong vai Hirasawa Yui, Satou Satomi trong vai Tainaka Ritsu, và Kotobuki Minaka trong vai Kotobuki Tsumugi. Đĩa đơn này được Pony Canyon phát hành vào ngày 22 tháng 4 năm 2009 tại Nhật Bản, khi ra mắt lần đầu thì được xếp hạng hai trên bảng xếp hạng đĩa đơn hàng tuần của Oricon, bán được 67.000 bản. Đĩa đơn này còn được trao giải Ca khúc Chủ đề Hay nhất tại sự kiện Animation Kobe năm 2009 (lần thứ 14).
1. "Don't say “lazy”" – 4:27
2. "Sweet Bitter Beauty Song" – 4:21
3. "Don't say “lazy”" (khí nhạc) – 4:27
4. "Sweet Bitter Beauty Song" (khí nhạc) – 4:21

### "Go! Go! Maniac"
"Go! Go! Maniac" là đĩa đơn được dùng làm bài hát chủ đề mở đầu mỗi tập trong nửa đầu season thứ hai của anime K-ON!!. Đảm nhiệm hát gồm có Toyosaki Aki trong vai Hirasawa Yui, Hikasa Youko trong vai Akiyama Mio, Satou Satomi trong vai Tainaka Ritsu, Kotobuki Minaka trong vai Kotobuki Tsumugi, và Taketatsu Ayana trong vai Nakano Azusa. Đĩa đơn này được Pony Canyon phát hành vào ngày 28 tháng 4 năm 2010 tại Nhật Bản, khi ra mắt lần đầu thì được xếp hạng nhất trên bảng xếp hạng đĩa đơn hàng tuần của Oricon, bán được khoảng 83.000 bản. "Go! Go! Maniac" trở thành ca khúc hình tượng đầu tiên từ trước đến nay lọt top bảng xếp hạng đĩa đơn, và ban nhạc trình diễn cũng trở thành những nữ ca sĩ đầu tiên chiếm top hai chỗ với bài "Listen!!" trên bảng xếp hạng đĩa đơn sau 26 năm kể từ Matsuda Seiko năm 1983. Đĩa đơn này còn đứng top trong Billboard Japan Hot 100.
1. "Go! Go! Maniac" – 4:11
2. "Genius...!?" – 4:29
3. "Go! Go! Maniac" (khí nhạc) – 4:10
4. "Genius...!?" (khí nhạc) – 4:26

### "Listen!!"
"Listen!!" là đĩa đơn được dùng làm bài hát chủ đề kết thúc mỗi tập trong nửa đầu season thứ hai của anime K-ON!!. Đảm nhiệm hát gồm có Toyosaki Aki trong vai Hirasawa Yui, Hikasa Youko trong vai Akiyama Mio, Satou Satomi trong vai Tainaka Ritsu, Kotobuki Minaka trong vai Kotobuki Tsumugi, và Taketatsu Ayana trong vai Nakano Azusa. Đĩa đơn này được Pony Canyon phát hành vào ngày 28 tháng 4 năm 2010 tại Nhật Bản, khi ra mắt lần đầu thì được xếp hạng hai trên bảng xếp hạng đĩa đơn hàng tuần của Oricon, bán được khoảng 76.000 bản. Đĩa đơn này còn được đứng thứ hai trong Billboard Japan Hot 100.
1. "Listen!!" – 3:47
2. "Our Magic" – 4:12
3. "Listen!!" (khí nhạc) – 3:46
4. "Our Magic" (khí nhạc) – 4:09

### "Utauyo!! Miracle"
"Utauyo!! Miracle" là đĩa đơn được dùng làm bài hát chủ đề mở đầu mỗi tập trong nửa sau season thứ hai của anime K-ON!!. Đảm nhiệm hát gồm có Toyosaki Aki trong vai Hirasawa Yui, Hikasa Youko trong vai Akiyama Mio, Satou Satomi trong vai Tainaka Ritsu, Kotobuki Minaka trong vai Kotobuki Tsumugi, và Taketatsu Ayana trong vai Nakano Azusa. Đĩa đơn này được Pony Canyon phát hành vào ngày 4 tháng 8 năm 2010 tại Nhật Bản, khi ra mắt lần đầu thì được xếp hạng ba trên bảng xếp hạng đĩa đơn hàng tuần của Oricon, bán được khoảng 85.000 bản.
1. "Utauyo!! Miracle" – 4:02
2. "Kira Kira Days" (キラキラDays?) – 3:40
3. "Utauyo!! Miracle" (khí nhạc) – 4:01
4. "Kira Kira Days" (khí nhạc) – 3:38

### "No, Thank You!"
"No, Thank You!" là đĩa đơn được dùng làm bài hát chủ đề kết thúc mỗi tập trong nửa sau season thứ hai của anime K-ON!!. Đảm nhiệm hát gồm có Toyosaki Aki trong vai Hirasawa Yui, Hikasa Youko trong vai Akiyama Mio, Satou Satomi trong vai Tainaka Ritsu, Kotobuki Minaka trong vai Kotobuki Tsumugi, và Taketatsu Ayana trong vai Nakano Azusa. Đĩa đơn này được Pony Canyon phát hành vào ngày 4 tháng 8 năm 2010 tại Nhật Bản, khi ra mắt lần đầu thì được xếp hạng hai trên bảng xếp hạng đĩa đơn hàng tuần của Oricon, bán được khoảng 87.000 bản, chỉ xếp sau đĩa đơn của SMAP: "This is Love". Tên bài hát đến từ việc ghép tất cả các chữ cái đầu tiên trong họ của các nhân vật: T-ainaka Ritsu, H-irasawa Yui, A-kiyama Mio, N-akano Azusa và K-otobuki Tsumugi.
1. "No, Thank You!" – 4:17
2. "Girls in Wonderland" – 3:34
3. "No, Thank You!" (khí nhạc) – 4:16
4. "Girls in Wonderland" (khí nhạc) – 3:31

### "Unmei♪wa♪Endless!"
"Unmei♪wa♪Endless!" là đĩa đơn được dùng làm bài hát chủ đề mở đầu cho phim điện ảnh K-ON!. Đảm nhiệm hát gồm có Toyosaki Aki trong vai Hirasawa Yui, Hikasa Youko trong vai Akiyama Mio, Satou Satomi trong vai Tainaka Ritsu, Kotobuki Minaka trong vai Kotobuki Tsumugi, và Taketatsu Ayana trong vai Nakano Azusa. Đĩa đơn này được Pony Canyon phát hành vào ngày 7 tháng 12 năm 2011 tại Nhật Bản, khi ra mắt lần đầu thì được xếp hạng năm trên bảng xếp hạng đĩa đơn hàng tuần của Oricon.
1. "Unmei♪wa♪Endless!" – 3:52
2. "Ichiban Ippai" – 4:10
3. "Unmei♪wa♪Endless!" (khí nhạc) – 3:51
4. "Ichiban Ippai" (khí nhạc) – 4:06

### "Singing!"
"Singing!" là đĩa đơn được dùng làm bài hát chủ đề kết thúc cho phim điện ảnh K-ON!. Đảm nhiệm hát gồm có Toyosaki Aki trong vai Hirasawa Yui, Hikasa Youko trong vai Akiyama Mio, Satou Satomi trong vai Tainaka Ritsu, Kotobuki Minaka trong vai Kotobuki Tsumugi, và Taketatsu Ayana trong vai Nakano Azusa. Đĩa đơn này được Pony Canyon phát hành vào ngày 07 Tháng 12 năm 2011 tại Nhật Bản, khi ra mắt lần đầu thì được xếp hạng tư trên bảng xếp hạng đĩa đơn hàng tuần của Oricon.
1. "Singing!" – 3:54
2. "Ohayou, Mata Ashita" – 4:55
3. "Singing!" (khí nhạc) – 3:52
4. "Ohayou, Mata Ashita" (khí nhạc) – 4:50

## Insert song

### "Fuwa Fuwa Time"
"Fuwa Fuwa Time" (ふわふわ時間(タイム) Fuwa Fuwa Taimu) do Toyosaki Aki trong vai Hirasawa Yui, Hikasa Youko trong vai Akiyama Mio, Satou Satomi trong vai Tainaka Ritsu, và Kotobuki Minaka trong vai Kotobuki Tsumugi trình diễn.
1. "Fuwa Fuwa Time" (ふわふわ時間?) – 3:59
2. "Tsubasa wo Kudasai" (翼をください?) – 3:24
3. "Fuwa Fuwa Time" (khí nhạc) – 3:59
4. "Tsubasa wo Kudasai" (khí nhạc) – 3:24
5. "Fuwa Fuwa Time" (khí nhạc Guitar) – 4:01
6. "Fuwa Fuwa Time" (khí nhạc Đàn phím) – 4:01
7. "Fuwa Fuwa Time" (khí nhạc Bass) – 4:01
8. "Fuwa Fuwa Time" (khí nhạc Trống) – 4:00

### "Pure Pure Heart"
"Pure Pure Heart" (ぴゅあぴゅあはーと Pyua Pyua Hāto) do Toyosaki Aki trong vai Hirasawa Yui, Hikasa Youko trong vai Akiyama Mio, Satou Satomi trong vai Tainaka Ritsu, Kotobuki Minaka trong vai Kotobuki Tsumugi, và Taketatsu Ayana trong vai Nakano Azusa trình diễn.
1. "Pure Pure Heart" (ぴゅあぴゅあはーと?) – 4:36
2. "Sakuragaoka Joshi Koutou Gakkou Kouka (Rock Ver.)" (桜が丘女子高等学校校歌 (Rock Ver.)?) – 2:57
3. "Pure Pure Heart" (khí nhạc) – 4:35
4. "Sakuragaoka Joshi Koutou Gakkou Kouka (Rock Ver.)" (khí nhạc) – 2:58
5. "Pure Pure Heart" (khí nhạc Guitar1) – 4:36
6. "Pure Pure Heart" (khí nhạc Guitar2) – 4:36
7. "Pure Pure Heart" (khí nhạc Đàn phím)  – 4:36
8. "Pure Pure Heart" (khí nhạc Bass) – 4:37
9. "Pure Pure Heart" (khí nhạc Trống) – 4:34

### "Gohan wa Okazu / U & I"
"Gohan wa Okazu" (ごはんはおかず) / "U & I" do Toyosaki Aki trong vai Hirasawa Yui, Hikasa Youko trong vai Akiyama Mio, Satou Satomi trong vai Tainaka Ritsu, Kotobuki Minaka trong vai Kotobuki Tsumugi, và Taketatsu Ayana trong vai Nakano Azusa trình diễn.
1. "Gohan wa Okazu" (ごはんはおかず?) – 3:12
2. "U & I" – 4:36
3. "Gohan wa Okazu" (khí nhạc) – 3:11
4. "U & I" (khí nhạc) – 4:36
5. "Gohan wa Okazu" (khí nhạc Guitar1) – 3:14
6. "Gohan wa Okazu" (khí nhạc Guitar2) – 3:14
7. "Gohan wa Okazu" (khí nhạc Đàn phím) – 3:14
8. "Gohan wa Okazu" (khí nhạc Bass) – 3:14
9. "Gohan wa Okazu" (khí nhạc Trống) – 3:14
10. "U & I" (khí nhạc Guitar1) – 4:36
11. "U & I" (khí nhạc Guitar2) – 4:36
12. "U & I" (khí nhạc Đàn phím) – 4:36
13. "U & I" (khí nhạc Bass) – 4:36
14. "U & I" (khí nhạc Trống) – 4:33

## Album mini

### "Houkago Tea Time"
"Houkago Tea Time" (放課後ティータイム Hōkago Tī Taimu) là album mini do Toyosaki Aki trong vai Hirasawa Yui, Hikasa Youko trong vai Akiyama Mio, Satou Satomi trong vai Tainaka Ritsu, Kotobuki Minaka trong vai Kotobuki Tsumugi, và Taketatsu Ayana trong vai Nakano Azusa trình diễn.
Đĩa 1 (Studio mix)
1. "Curry Nochi Rice" (カレーのちライス?) – 3:16
2. "Watashi no Koi wa Hotchikiss" (わたしの恋はホッチキス?) – 4:24
3. "Fudepen ~Ballpen~" (ふでペン ～ボールペン～?) – 3:57
4. "Fuwa Fuwa Time" (ふわふわ時間?) – 3:56

Đĩa 2 ("Live" mix)
1. "Curry Nochi Rice" – 3:20
2. "Watashi no Koi wa Hotchikiss" – 4:30
3. "Fudepen ~Ballpen~" – 4:00
4. "Fuwa Fuwa Time" – 4:05

### "Houkago Tea Time II"
"Houkago Tea Time II" (放課後ティータイムII Hōkago Tī Taimu II, đọc là Houkago Tea Time Second) là album mini do Toyosaki Aki trong vai Hirasawa Yui, Hikasa Youko trong vai Akiyama Mio, Satou Satomi trong vai Tainaka Ritsu, Kotobuki Minaka trong vai Kotobuki Tsumugi, và Taketatsu Ayana trong vai Nakano Azusa trình diễn. Đĩa thứ hai được đề nhãn là cassette mix. Đĩa này là bản thu âm mà các thành viên CLB K-On đã trình diễn trong tập 23 của session 2, ghi lại toàn bộ mọi thứ được thể hiện. Các bản phát hành thời kỳ đầu còn được chứa kèm một băng cassette cùng nội dung. Track 4 trên đĩa này còn chứa lời phát biểu của Sanada Asami trong vai Yamanaka Sawako.
| Đĩa 1 (Studio mix) | Đĩa 1 (Studio mix)                                         | Đĩa 1 (Studio mix)                                                                          | Đĩa 1 (Studio mix) |
| STT                | Nhan đề                                                    | Giọng ca dẫn dắt                                                                            | Thời lượng         |
| ------------------ | ---------------------------------------------------------- | ------------------------------------------------------------------------------------------- | ------------------ |
| 1.                 | "いちごパフェが止まらない" ("Ichigo Parfait ga Tomaranai") | Hirasawa Yui                                                                                | 3:29               |
| 2.                 | "ぴゅあぴゅあはーと" ("Pure Pure Heart")                   | Akiyama Mio                                                                                 | 4:35               |
| 3.                 | "Honey Sweet Tea Time"                                     | Kotobuki Tsumugi                                                                            | 4:13               |
| 4.                 | "五月雨20ラブ" ("Samidare 20 Love")                        | Akiyama Mio                                                                                 | 4:03               |
| 5.                 | "ごはんはおかず" ("Gohan wa Okazu")                        | Hirasawa Yui                                                                                | 3:12               |
| 6.                 | "ときめきシュガー" ("Tokimeki Sugar")                      | Akiyama Mio                                                                                 | 4:00               |
| 7.                 | "冬の日" ("Fuyu no Hi")                                    | Hirasawa Yui                                                                                | 3:16               |
| 8.                 | "U & I"                                                    | Hirasawa Yui                                                                                | 4:36               |
| 9.                 | "天使にふれたよ!" ("Tenshi ni Furetayo!")                  | Hirasawa Yui, Akiyama Mio, Tainaka Ritsu, Kotobuki Tsumugi                                  | 4:42               |
| 10.                | "Interlude"                                                | (Khí nhạc)                                                                                  | 1:00               |
| 11.                | "放課後ティータイム" ("Houkago Tea Time")                  | Houkago Tea Time (Kotobuki Tsumugi, Akiyama Mio, Tainaka Ritsu, Azusa Nakano, Hirasawa Yui) | 4:47               |

| Đĩa 2 (Cassette mix) | Đĩa 2 (Cassette mix)                                       | Đĩa 2 (Cassette mix)      | Đĩa 2 (Cassette mix) |
| STT                  | Nhan đề                                                    | Giọng ca dẫn dắt          | Thời lượng           |
| -------------------- | ---------------------------------------------------------- | ------------------------- | -------------------- |
| 1.                   | "Introduction"                                             | Giới thiệu bằng lời       | 1:06                 |
| 2.                   | "ふわふわ時間" ("Fuwa Fuwa Time")                          | Hirasawa Yui, Akiyama Mio | 4:31                 |
| 3.                   | "カレーのちライス" ("Curry nochi Rice")                    | Hirasawa Yui              | 3:37                 |
| 4.                   | "わたしの恋はホッチキス" ("Watashi no Koi wa Hotchkiss")   | Hirasawa Yui, Akiyama Mio | 5:40                 |
| 5.                   | "ふでペン ～ボールペン～" ("Fudepen (Ballpen)")            | Akiyama Mio, Hirasawa Yui | 4:26                 |
| 6.                   | "ぴゅあぴゅあはーと" ("Pure Pure Heart")                   | Akiyama Mio               | 4:45                 |
| 7.                   | "いちごパフェが止まらない" ("Ichigo Parfait ga Tomaranai") | Hirasawa Yui              | 4:17                 |
| 8.                   | "Honey Sweet Tea Time"                                     | Kotobuki Tsumugi          | 4:45                 |
| 9.                   | "ときめきシュガー" ("Tokimeki Sugar")                      | Akiyama Mio               | 4:13                 |
| 10.                  | "冬の日" ("Fuyu no Hi")                                    | Hirasawa Yui              | 3:28                 |
| 11.                  | "五月雨20ラブ" ("Samidare 20 Love")                        | Akiyama Mio               | 4:53                 |
| 12.                  | "ごはんはおかず" ("Gohan wa Okazu")                        | Hirasawa Yui              | 3:35                 |
| 13.                  | "U & I"                                                    | Hirasawa Yui              | 5:05                 |

## Đĩa đơn ca khúc nhân vật

### Season 1

#### Hirasawa Yui
1. "Giita ni Kubittake" – 3:33
2. "Sunday Siesta" – 3:38
3. "Let's Go! (Yui Ver.)" – 4:11
4. "Giita ni Kubittake" (khí nhạc) – 3:34
5. "Sunday Siesta" (khí nhạc) – 3:38
6. "Let's Go!" (khí nhạc) – 4:41

#### Akiyama Mio
1. "Heart Goes Boom!!" – 3:36
2. "Hello Little Girl" – 4:42
3. "Let's Go! (Mio Ver.)" – 4:11
4. "Heart Goes Boom!!" (khí nhạc) – 3:36
5. "Hello Little Girl" (khí nhạc) – 4:43
6. "Let's Go!" (khí nhạc) – 4:10

#### Tainaka Ritsu
1. "Girly Storm Shissou Stick" – 3:34
2. "Mokojise Happy 100%" – 3:17
3. "Let's Go! (Ritsu Ver.)" – 4:11
4. "Girly Storm Shissou Stick" (khí nhạc) – 3:34
5. "Mokojise Happy 100%" (khí nhạc) – 3:15
6. "Let's Go!" (khí nhạc) – 4:10

#### Kotobuki Tsumugi
1. "Dear My Keys ～Kenban no Mahou～" – 3:34
2. "Humming Bird" – 3:17
3. "Let's Go! (Tsumugi Ver.)" – 4:11
4. "Dear My Keys ～Kenban no Mahou～" (khí nhạc) – 3:34
5. "Humming Bird" (khí nhạc) – 3:15
6. "Let's Go!" (khí nhạc) – 4:10

#### Nakano Azusa
1. "Jajauma Way To Go" – 4:29
2. "Watashi wa Watashi no Michi wo Iku" – 3:18
3. "Let's Go! (Azusa Ver.)" – 4:11
4. "Jajauma Way To Go" (khí nhạc) – 4:27
5. "Watashi wa Watashi no Michi wo Iku" (khí nhạc) – 3:17
6. "Let's Go!" (khí nhạc) – 4:09

#### Hirasawa Ui
1. "Lovely Sisters" – 4:36
2. "Oui! Ai Kotoba" – 4:00
3. "Lovely Sisters" (khí nhạc) – 4:36
4. "Oui! Ai Kotoba" (khí nhạc) – 3:58

#### Manabe Nodoka
1. "Coolly Hotty Tension Hi!!" – 3:54
2. "Prologue" – 4:36
3. "Coolly Hotty Tension Hi!!" (khí nhạc) – 3:53
4. "Prologue" (khí nhạc) – 4:34

### Season 2

#### Hirasawa Yui
1. "Oh My Giita!!" – 4:14
2. "Shiawase Hiyori" – 3:45
3. "Come with Me!! (Yui Ver.)" – 3:34
4. "Oh My Giita!!" (khí nhạc) – 4:13
5. "Shiawase Hiyori" (khí nhạc) – 3:43
6. "Come with Me!!" (khí nhạc) – 3:32

#### Akiyama Mio
1. "Seishun Vibration" – 3:38
2. "Soukuu no Monologue" – 4:29
3. "Come with Me!! (Mio Ver.)" – 3:34
4. "Seishun Vibration" (khí nhạc) – 3:37
5. "Soukuu no Monologue" (khí nhạc) – 4:28
6. "Come with Me!!" (khí nhạc) – 3:32

#### Tainaka Ritsu
1. "Drumming Shining My Life" – 3:25
2. "Yuuzora a la Carte" – 4:08
3. "Come with Me!! (Ritsu Ver.)" – 3:34
4. "Drumming Shining My Life" (khí nhạc) – 3:25
5. "Yuuzora a la Carte" (khí nhạc) – 4:08
6. "Come with Me!!" (khí nhạc) – 3:32

#### Kotobuki Tsumugi
1. "Diary wa Fortissimo" – 3:54
2. "Yasei no Jounetsu" – 4:38
3. "Come with Me!! (Tsumugi Ver.)" – 3:34
4. "Diary wa Fortissimo" (khí nhạc) – 3:53
5. "Yasei no Jounetsu" (khí nhạc) – 4:37
6. "Come with Me!!" (khí nhạc) – 3:32

#### Nakano Azusa
1. "Over the Starlight" – 4:08
2. "Joyful Todays" – 3:10
3. "Come with Me!! (Azusa Ver.)" – 3:34
4. "Over the Starlight" (khí nhạc) – 4:08
5. "Joyful Todays" (khí nhạc) – 3:09
6. "Come with Me!!" (khí nhạc) – 3:32

#### Hirasawa Ui
1. "Uki Uki New! My Way" – 4:10
2. "Shiny GEMS" – 3:26
3. "Come with Me!! (Ui Ver.)" – 3:34
4. "Uki Uki New! My Way" (khí nhạc) – 4:09
5. "Shiny GEMS" (khí nhạc) – 3:26
6. "Come with Me!!" (khí nhạc) – 3:32

#### Manabe Nodoka
1. "Jump" – 4:00
2. "Hidamari Living" – 4:54
3. "Come with Me!! (Nodoka Ver.)" – 3:34
4. "Jump" (khí nhạc) – 3:59
5. "Hidamari Living" (khí nhạc) – 4:53
6. "Come with Me!!" (khí nhạc) – 3:32

#### Suzuki Jun
1. "Junjou Bomber!!" – 3:15
2. "Midnight Superstar" – 3:44
3. "Come with Me!! (Jun Ver.)" – 3:34
4. "Junjou Bomber!!" (khí nhạc) – 3:14
5. "Midnight Superstar" (khí nhạc) – 3:43
6. "Come with Me!!" (khí nhạc) – 3:32

### Death Devil

#### "Maddy Candy"
"Maddy Candy" do Sanada Asami trong vai Yamanaka Sawako trình diễn.
1. "Maddy Candy" – 4:45
2. "Hell The World" – 4:48
3. "Maddy Candy" (khí nhạc) – 4:45
4. "Hell The World" (khí nhạc) – 4:47

#### "Love"
"Love" (ラヴ Ravu) do Sanada Asami trong vai Yamanaka Sawako trình diễn.
1. "Love" (ラヴ?) – 4:29
2. "Genom" – 4:20
3. "Love" (khí nhạc) – 4:29
4. "Genom" (khí nhạc) – 4:17

## Soundtrack

### "K-On! Original Soundtrack"
"K-On! Original Soundtrack" (「けいおん!」 オリジナルサウンドトラック) là soundtrack gốc đầu tiên của series anime K-On!. Album này chứa 36 bài khí nhạc được dùng làm nhạc nền trong suốt season đầu tiên của anime. Album này được Pony Canyon phát hành vào ngày 3 tháng 6 năm 2009 tại Nhật Bản. Cả album đều được Hyakkoku Hajime biên soạn, dàn xếp và thu âm.
1. "Have Some tea?" – 1:49
2. "Morning Dew" – 1:45
3. "Isoge ya Isoge!" – 1:34
4. "Kawai Inbou" – 1:42
5. "2 Hiki no Koneko" – 1:34
6. "Ii Yumemite ne" – 1:48
7. "Cotton Candy" – 1:52
8. "Virtual Love" – 1:51
9. "Tanpopo Takkyuubin" – 1:40
10. "Ukkari-kun no Tameni" – 1:38
11. "Genki!" – 1:39
12. "Obaa-chan no Tansu" – 1:49
13. "The other Side of Evening Sun" – 1:49
14. "Dead Soldiers" – 1:45
15. "Hold on Your Love" – 1:57
16. "Falling Reinforced Concrete" – 1:50
17. "Small Flashing" – 1:39
18. "Kendama-kun" – 0:09
19. "Karui Joudan" – 1:38
20. "Crepe wa Ikaga" – 1:33
21. "Happy Languidness" – 1:38
22. "Emerald Green" – 1:34
23. "My Hometown Where it Snows" – 2:03
24. "Ginsekai no Asa" – 1:47
25. "Tea at the Night of Christmas" – 1:58
26. "Koneko no Ensou Kai" – 1:34
27. "Patrol of Stroll" – 1:39
28. "Doki Doki Friday Night" – 1:43
29. "Ringo...Ringo...Ringo Ame" – 1:47
30. "15sai no March" – 1:39
31. "Jajauma 3nin Musume" – 1:47
32. "Hesitation" – 1:59
33. "Pinch Daisuki!" – 1:45
34. "Dress ni Crepe wa Niawa nai" – 2:02
35. "Ano hi no Yume" – 1:44
36. "Happy End" – 1:39